# Mantes-la-Jolie
Mantes-la-Jolie (tudi samo Mantes) je zahodno predmestje Pariza in občina v osrednji francoski regiji Île-de-France, podprefektura departmaja Yvelines. Leta 1999 je naselje imelo 43.672 prebivalcev.

## Geografija
Kraj leži v osrednji Franciji ob reki Seni 48 km zahodno od središča Pariza.

## Administracija
Mantes-la-Jolie je sedež istoimenskega kantona s 43.672 prebivalci. Naselje je prav tako sedež okrožja, v katerega so vključeni poleg njegovega še kantoni Aubergenville, Bonnières-sur-Seine, Guerville, Houdan, Limay, Mantes-la-Ville in Meulan z 264.269 prebivalci.

## Zgodovina
Mantes je bil nekdaj na pol poti med središči moči vojvodov Normandije v Rouenu in kraljev Francije v Parizu. V njem je 14. julija 1223 umrl francoski kralj Filip Avgust. Med stoletno vojno je tako kot večina ozemlja severne Francije večkrat menjaval strani.
Pod Ludvikom XIV. je bil Mantes izbran za središče glasbil (pihal in trobil), ko je bila v njem ustanovljena tudi tovrstna tovarna. V 19. stoletju so mesto obiskovali številni slikarji, med drugim tudi Corot, čigar znane so postale slike mostu in katedrale.
Prvotno Mantes-sur-Seine ("Mantes ob Seni") se je kraj leta 1930 združil z občino Gassicourt v novo Mantes-Gassicourt.
Med drugo svetovno vojno, 9. avgusta 1944, je bil Mantes prvi od osvojenih zavezniških ozemelj preko reke Sene s strani Pattonove 3. armade.
7. maja 1953 je bila občina uradno preimenovana v Mantes-la-Jolie ("ljuba Mantes"), nanašajoč se na pismo kralja Henrika IV. naslovljenega njegovi ljubezni Gabrielle d'Estrée, ki je prebivala v Mantesu.

## Znamenitosti
- Glavna stavba v kraju je gotska notredamska cerkev, zgrajena v 12. in 13. stoletju. Njena predhodnica je bila ob osvojitvi mesta s strani Viljema Osvajalca požgana skupaj z večino ostalega naselja. Ob samem obleganju mesta je Viljem padel s konja, pri tem pa je dobil take poškodbe, da je zaradi tega kasneje, 9. septembra 1087, v bližini Rouena umrl.
- romanska cerkev Sainte-Anne de Gassicourt, iz 11. stoletja,
- stolp sv. Maclouja iz 16. stoletja,
- stari most Le Vieux Pont iz 12. stoletja povezuje Mantes s krajem Limay na nasprotnem bregu reke Sene.

## Pobratena mesta
- Hillingdon (Združeno kraljestvo),
- Maïa (Portugalska),
- Schleswig (Nemčija).